# Ojo de Agua (departamento)
Ojo de Agua é um departamento da Argentina, localizado na
província de Santiago del Estero.